# Scalenus
Scalenus es un género de escarabajos longicornios de la tribu Callichromatini.

## Especies
- Scalenus auricomus (Ritsema, 1890)
- Scalenus borneensis Bentanachs & Drouin, 2014
- Scalenus cingalensis (White, 1855)
- Scalenus fasciatipennis (Waterhouse, 1885)
- Scalenus fulvus (Bates, 1879)
- Scalenus hefferni Bentanachs & Jiroux, 2018
- Scalenus hemipterus (Olivier, 1795)
- Scalenus kalimantanensis Bentanachs & Jiroux, 2018
- Scalenus pejchai Bentanachs & Jiroux, 2018
- Scalenus philippensis Bentanachs & Drouin, 2014
- Scalenus sericeus (Saunders, 1853)
- Scalenus skalei Bentanachs & Jiroux, 2018
- Scalenus ysmaeli Hüdepohl, 1987